# 关东短期大学
关东短期大学（日语：／ Kantō Tanki Daigaku *），简称关东短大，是過去一所位于日本群马县馆林市的私立短期大学。

## 概要

### 简介
- 学校最早可以追溯到1924年[2]。短期大学为于1950年开办[3]、由学校法人关东学园经营[4]。为男女同校[5]从开办。「培养丰富的人材、温顺的通信的大地」为建学精神[注 13][6]。

2020年學校停辦。

### 历史
- 1950年 关东短期大学成立并同时设置三个学科各自第一部、以下列举
  - 服装科[注 7]
  - 日文科
  - 英文科
- 1951年 三个学科成立于第二部、以下列举
  - 服装科[注 7]
  - 日文科[注 4]
  - 英文科
- 1952年 两个学科成立于第二部、以下列举[3]。
  - 教育科
  - 商经科
- 1953年 商经科第一部成立[3]。
- 1955年 教育科改编为初等教育科[3]。
- 1963年 两个学科成立于第二部、以下列举[3]。
  - 机械科 [注 4]
  - 电气科[注 12]
- 1975年 初等教育科第一部成立（改名为儿童学科[注 1]于2004年）[3]。
- 2003年 三个学科改名为、以下列举[3]。
  - 日文科→日语文化学科[注 3]
  - 英文科→英语文化学科（而招生到2003年、停办于2005年。）
  - 商经科→经济经营信息学科[注 3]
- 2020年學校停辦。

## 学校环境
- 校区：在群马县馆林市

## 历任校长
- 渡边敏正：现在短期大学校长[7]

## 组织

### 学科
- 儿童学科[注 1]

### 前学科
| - 日文科 - 第一部 - 第二部 - 英文科 - 第一部 - 第二部 - 服装科 - 第一部 - 第二部 - 初等教育科 - 第一部 - 第二部 - 商经科 - 第一部 - 第二部 - 机械科 - 电气科 |

### 专科
| - 没有 |

### 业余课程
| - 没有 |

#### 附属机关
| - 松平记念图书馆 |

## 相关链接
- 日本短期大学列表